# Yúliya Bartnovskaya
Yúliya Anatólievna Bartnovskaya –en ruso, Юлия Анатольевна Бартновская– (25 de febrero de 1984) es una deportista rusa que compite en lucha libre. Ganó una medalla de plata en el Campeonato Mundial de Lucha de 2009 y una medalla de bronce en el Campeonato Europeo de Lucha de 2009.

## Palmarés internacional
| Campeonato Mundial | Campeonato Mundial  | Campeonato Mundial | Campeonato Mundial |
| Año                | Lugar               | Medalla            | Categoría          |
| ------------------ | ------------------- | ------------------ | ------------------ |
| 2009               | Herning (Dinamarca) | Medalla de plata   | 67 kg              |
| Campeonato Europeo |                     |                    |                    |
| Año                | Lugar               | Medalla            | Categoría          |
| 2009               | Vilna (Lituania)    | Medalla de bronce  | 67 kg              |